# Siko van Benevento
Siko  was prins van Benevento van 817 tot 832. 

## Context
Voor de moord op prins Grimoald IV, was Siko gastaldo van de stad Acerenza. Eenmaal prins probeerde hij op goede voet te staan met de Frankische keizer Lodewijk de Vrome en profiteerde van de teloorgang van het Byzantijnse deel in Zuid-Italië. In ca.831 viel hij het Hertogdom Napels (vazal van Byzantium) binnen en stal de relikwieën van sint Januarius van Benevento. 
Hij werd opgevolgd door zijn zoon Sicard, zijn dochter Itta huwde met Guido I van Spoleto.